# Età del bronzo in Europa
L'Età del bronzo in Europa si colloca all'interno del periodo storico del neolitico, ha avuto inizio nel tardo III millennio a.C., per abbracciare tutto il II millennio a.C. e concludersi attorno al 600 a.C.

## Egeo

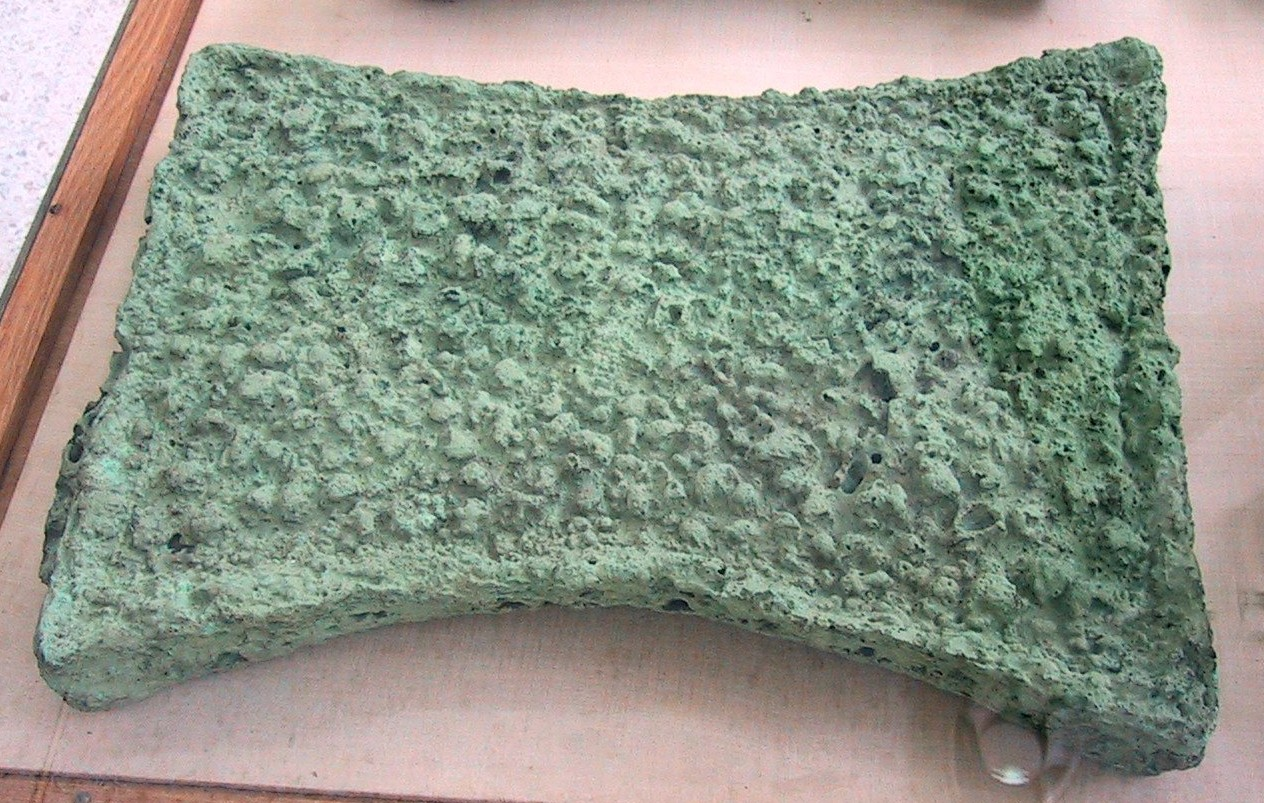
Lingotto di rame dell'età del bronzo trovato a Creta.

Nell'Egeo, l'età del bronzo inizia intorno al 3000 a.C. alcune civiltà dell'epoca definirono le prime reti commerciali a lungo raggio, attraverso le quali venivano importati soprattutto stagno e carbone a Cipro, dove il rame veniva estratto e unito in lega con lo stagno per produrre il bronzo. Gli oggetti così prodotti vennero diffusamente esportati, sostenendo il commercio dell'epoca. L'analisi isotopica dello stagno in alcuni oggetti in bronzo mediterranei indicano che provenivano dalla Cornovaglia e dalla Gran Bretagna.
In questo periodo, la conoscenza della navigazione era ben sviluppata, raggiungendo un massimo di abilità, insuperata fino a quando venne riscoperto, intorno al 1750 dell'era volgare, un metodo per determinare la longitudine.
La civiltà minoica di Cnosso sembra abbia coordinato e difeso il suo commercio nell'età del bronzo.
In questo periodo storico mancavano i metodi moderni della contabilità. Diversi studiosi ipotizzavano che gli antichi imperi fossero propensi a sottovalutare i prodotti di base a favore dei beni di lusso e perciò siano periti a causa di carestie create da commerci antieconomici.

## Caucaso
Alcuni studiosi datano alcuni reperti in bronzo arsenicale della cultura di Majkop nel Caucaso settentrionale fino alla metà del IV millennio a.C.

## Europa orientale

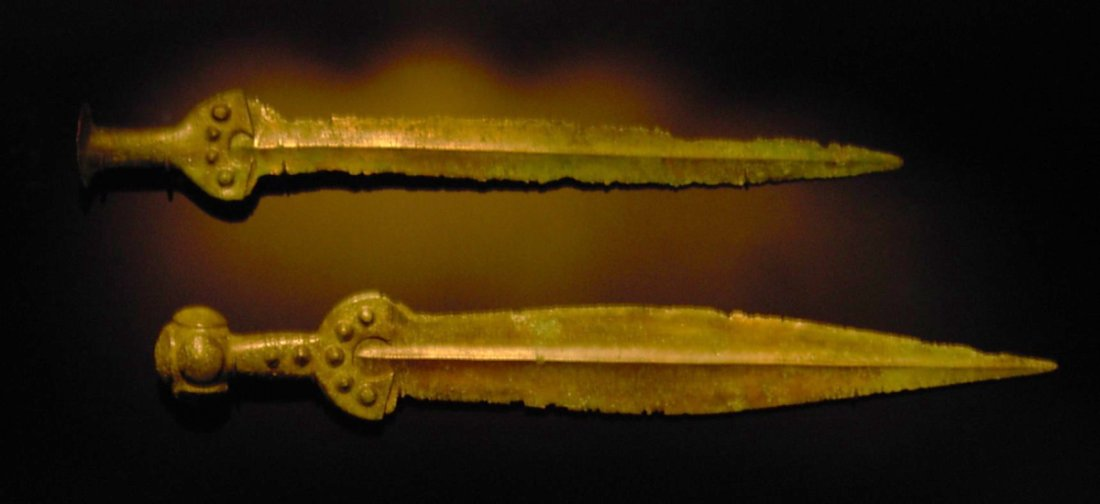
Spade di tipo Apa (Romania), XVII secolo a.C.

- Cultura di Jamna
- Cultura delle catacombe

## Europa centrale

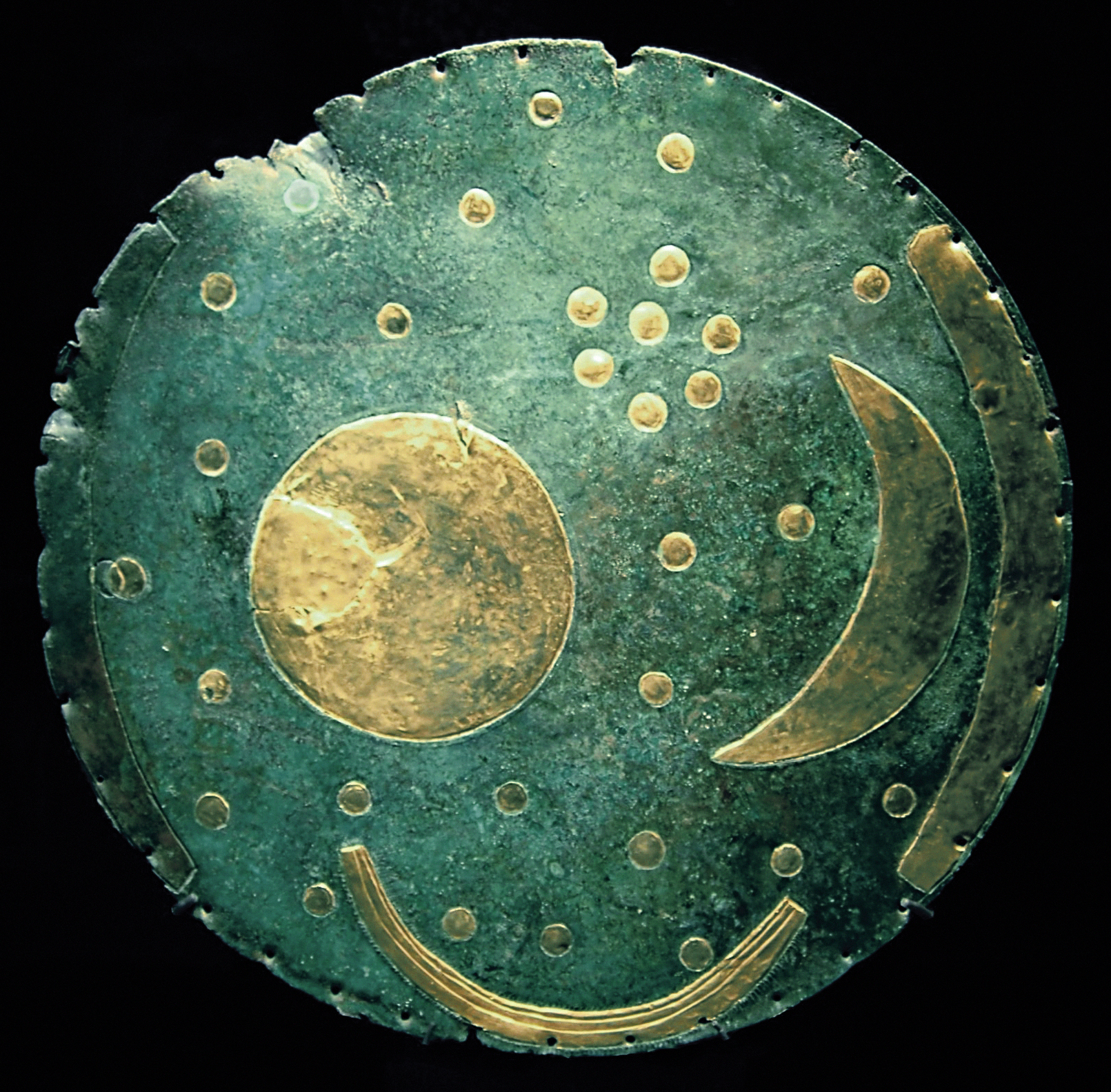
Il disco di Nebra (1600 a.C. ca.)

Tra il 1800 e il 1600 a.C., l'Europa Centrale vede il fiorire della cultura di Unetice. Tale cultura comprende la presenza di numerosi gruppi minori, come le culture di Straubing, Adlerberg e Hatvan. In alcune ricche sepolture, tra le quali quella situata a Leubingen, oggi parte della Sömmerda, sono stati ritrovati doni mortuari lavorati in oro, reperti che dimostrano la presenza di un incremento della stratificazione sociale, già presente nella cultura di Unetice. I siti archeologici cimiteriali di questo periodo sono rari e di piccole dimensioni. La cultura di Unetice viene seguita dalla cultura dei tumuli, nata nel corso della media età del bronzo tra il 1600 ed il 1200 a.C., caratterizzata da sepolture da inumazioni sotto tumuli. Negli affluenti orientali del Körös ungherese, l'antica età del bronzo vide per prima l'affermarsi della cultura di Mako, seguita, rispettivamente, dalle culture di Ottomany e di Gyulavarsand.
La cultura dei campi di urne, risalente alla tarda età del bronzo, tra il 1300 a.C. e il 700 a.C. è caratterizzata dalle sepolture con cremazione. In tale cultura ricade anche la cultura Lusaziana, i cui ritrovamenti si sono concentrati soprattutto in Germania orientale ed in Polonia, tra il 1300 ed il 500 a.C., cultura che ha avuto un seguito nell'età del ferro. L'età del bronzo centro-europea vede il fiorire, tra 700 ed il 450 a.C., nell'età del ferro, della cultura di Hallstatt.
Siti importanti includono:
- Biskupin (Polonia)
- Nebra (Germania)
- Zug-Sumpf, Zug, Svizzera
- Vráble, Slovacchia
- Poggiomarino e Striano (Italia)

## Europa settentrionale
In Germania, Danimarca, Svezia e Norvegia, gli abitanti dell'età del bronzo fabbricavano eccellenti manufatti caratteristici, come una coppia di corni di lur scoperti in Danimarca. Alcuni linguisti ipotizzano che una lingua indoeuropea fu probabilmente introdotta nell'area intorno al 2000 a.C., probabilmente antenata delle lingue germaniche. Tale diffusione si adatterebbe all'evoluzione dell'età del bronzo nordica verso la più probabile età del ferro pre-romana germanica. L'età viene divisa, secondo Oscar Montelius, nei periodi I-VI. Il Periodo Montelius V, in altre ragioni, già appartiene all'età del ferro.

## Isole Britanniche
In Gran Bretagna, l'età del bronzo è un periodo che va dal XXI all'VIII secolo a.C.. Le successive migrazioni condussero nuove genti dal continente. Recenti ricerche sugli isotopi contenuti nello smalto dentale, sui corpi ritrovati nelle tombe dell'antica età del bronzo intorno a Stonehenge, indicano che alcuni migranti provenissero dall'area dell'attuale Svizzera. La cultura del vaso campaniforme ha mostrato comportamenti diversi rispetto al popolo più arcaico del neolitico, un mutamento culturale senz'altro significativo. Si è supposto che l'integrazione fosse stata pacifica, dato che molti siti arcaici del tipo henge, vennero apparentemente riutilizzati dai nuovi arrivati. In questo periodo si sviluppò, nella Britannia meridionale, la ricca cultura del Wessex. Inoltre, durante l'età del bronzo, il clima fu protagonista di una consistente mutazione: laddove una volta era caldo e secco, ora era molto più umido, costringendo così la popolazione ad abbandonare, nelle colline e nelle fertili valli, siti facilmente difendibili. Nei bassopiani, pertanto, si svilupparono grandi fattorie con bestiame, sviluppo che sembra aver contribuito alla crescita economica e contribuito ad una deforestazione, sempre in aumento. La cultura di Deverel-Rimbury, sfruttando tali condizioni, inizia ad emergere tra il 1400 ed il 1100 a.C. circa. La maggior parte dell'Europa Occidentale sfruttava le regioni del Devon e della Cornovaglia, ricche di stagno, mentre il rame veniva estratto dai siti, quali la miniera di Great Orme nel Galles settentrionale. Le comunità autoctone, ancora allo stato tribale, erano alle prese con una crescente complessità e allo sviluppo di gerarchie sempre più evidenti.
Inoltre, la sepoltura dei cadaveri, che fino a questo periodo era stata comune, divenne più individuale. Per esempio, mentre nel neolitico una grande chambered cairn o long barrow ospitavano i deceduti, l'antica età del bronzo vide corpi sepolti in barrows, in italiano tumuli individuali, o talvolta in ciste coperte da tumuli. La maggior quantità di oggetti in bronzo ritrovati in Inghilterra venne scoperta nell'East Cambridgeshire : i reperti più importanti vennero recuperati a Isleham.

### Irlanda
L'età del bronzo in Irlanda inizia attorno al 2000 a.C., nel momento in cui il rame venne unito allo stagno ed usato per la manifattura di asce piatte di tipo Ballybeg, associato dunque alla lavorazione dei metalli. Il periodo precedente è noto come l'età del rame, caratterizzato dalla produzione di asce piatte, pugnali, alabarde e punteruoli, ovviamente, tutti in rame. Il periodo viene diviso in tre fasi:
antica età del bronzo 2000-1500 a.C.;
media età del bronzo 1500-1200 a.C. e
tarda età del bronzo 1200-c.500 a.C.
In Irlanda si conoscono anche un relativamente gran numero di sepolture risalenti all'antica età del bronzo.

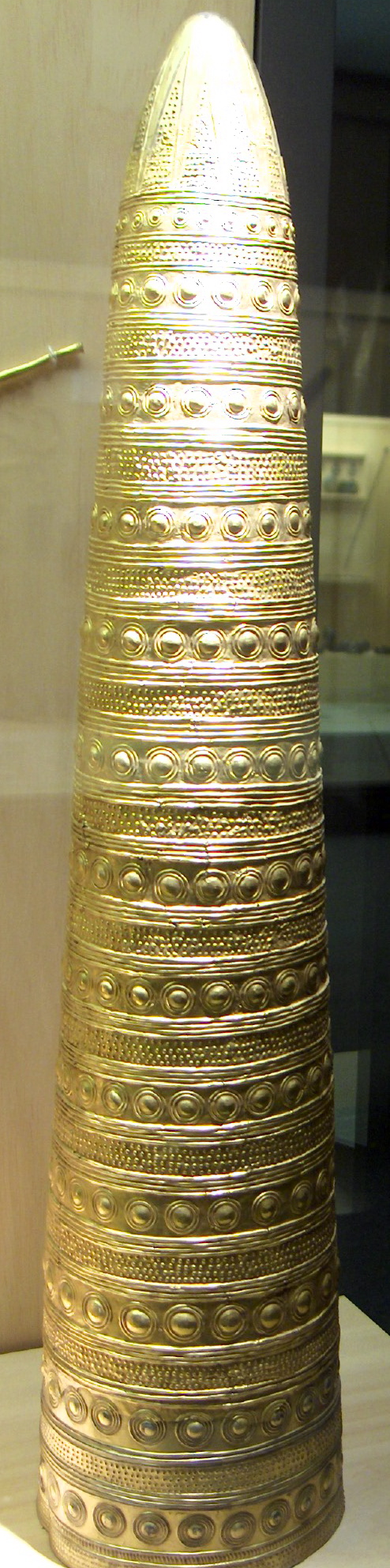
Cono d'oro di Avanton (1500-1250 a.C.)

## Italia

### Bronzo antico e medio

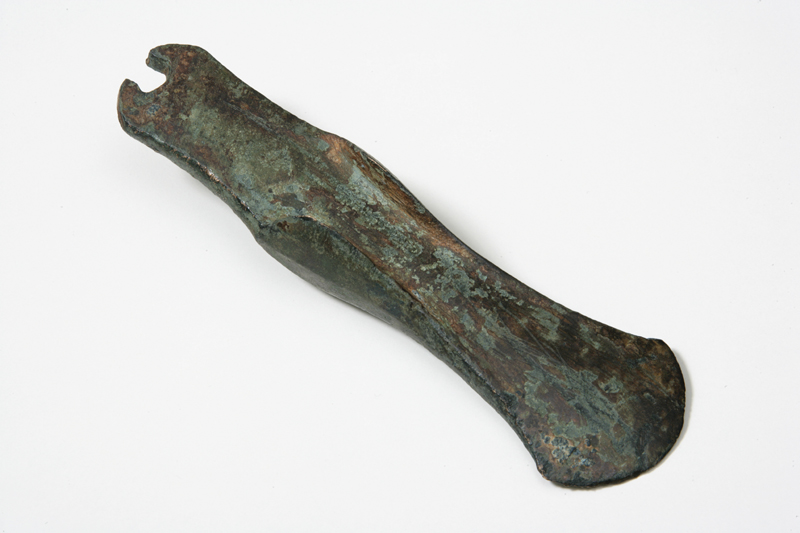
Scure in bronzo della civiltà delle Terramare

L'età del bronzo antica dell'Italia nordorientale è caratterizzata dalla cultura di Polada, mentre nel nordovest, a partire dall'età del bronzo medio, si infittiscono i rapporti con le culture transalpine della valle del Rodano. La pianura padana emiliana è teatro a partire dal XV secolo a.C. circa, di un vasto fenomeno di colonizzazione che darà origine alla cultura palafitticola delle "Terramare"; contemporaneamente, nel Friuli-Venezia-Giulia prende forma la cultura dei Castellieri e la "facies delle palafitte e degli abitati arginati", sostituita dalla cultura di Polada nei territori circostanti il lago di Garda.
Nella penisola appenninica, l'attuale Italia centrale e meridionale, nel Bronzo Medio, compaiono le facies appenniniche, proprie di una civiltà pastorale e dedita alla transumanza. Contemporaneamente in Sardegna si sviluppa la civiltà nuragica.

### Bronzo recente e finale
Durante l'età del bronzo recente, nel nordovest si diffonde la cultura di Canegrate, seguita dalla cultura di Golasecca, entrambe inceneratrici. Nel frattempo collassa la civiltà delle Terramare: gli insediamenti vengono abbandonati e le popolazioni si spostano verso l'Italia centrale e meridionale dove appare la cultura protovillanoviana, caratterizzata, come le Terramare, dal rito dell'incinerazione dei cadaveri.

## Imbarcazioni dell'età del bronzo
- Imbarcazione di Ferriby
- Tesoro di Langdon Bay - vedi anche Museo di Dover
- Sommozzatori hanno riportato alla luce un tesoro dell'età del bronzo al largo della costa di Devon, su news.bbc.co.uk.
- Reperti a Moor Sands. Comprendono una spada di ottima fattura, ben conservata, costituita da un materiale simile a quelli ritrovati nel bacino della Senna nella Francia settentrionale.